# Tyrode-Lösung
Die Tyrode-Lösung ist eine Lösung von Elektrolyten in physiologischer Zusammensetzung in Wasser. Der Name geht auf den amerikanischen Pharmakologen Maurice Vejux Tyrode (1878–1930) zurück.

## Zusammensetzung
Die Zusammensetzung ist wie folgt:
| Substanz                            | Konzentration (g/L) | Molare Konzentration (mM) |
| ----------------------------------- | ------------------- | ------------------------- |
| Natriumchlorid (NaCl, Kochsalz)     | 8,00                | 134                       |
| Kaliumchlorid (KCl)                 | 0,20                | 2,68                      |
| Calciumchlorid (CaCl2)              | 0,20                | 1,8                       |
| Magnesiumchlorid (MgCl2)            | 0,10                | 1,05                      |
| Natriumdihydrogenphosphat (NaH2PO4) | 0,05                | 0,417                     |
| Natriumhydrogencarbonat (NaHCO3)    | 1,00                | 11,9                      |
| Glucose                             | 1,00                | 5,56                      |

Der pH-Wert der Lösung beträgt 6,6.

## Verwendung
Die Tyrodelösung wird in der Zell- und Gewebekultur als Verdünnungsmittel eingesetzt. In der Tiermedizin kann sie bei Nierenerkrankungen als Trinkwasserersatz benutzt werden, etwa bei Wellensittichen.
Die Tyrode-Lösung ist drei bis vier Tage im Kühlschrank lagerfähig.